# U-Bahnhof Marquês de Pombal

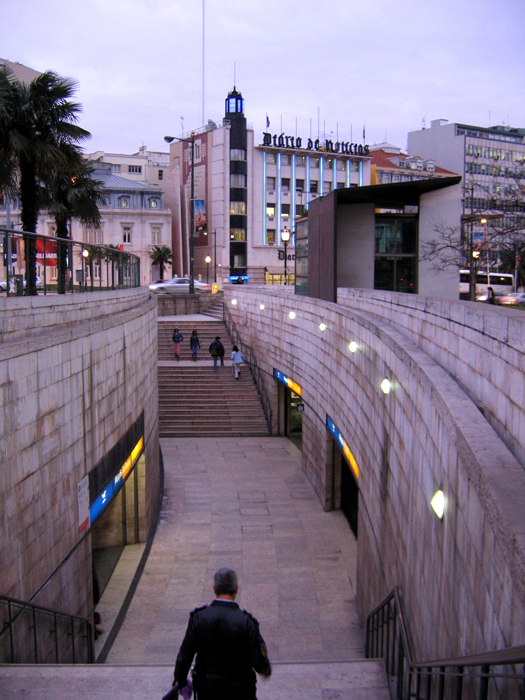
Eingang zum U-Bahnhof Marquês de Pombal

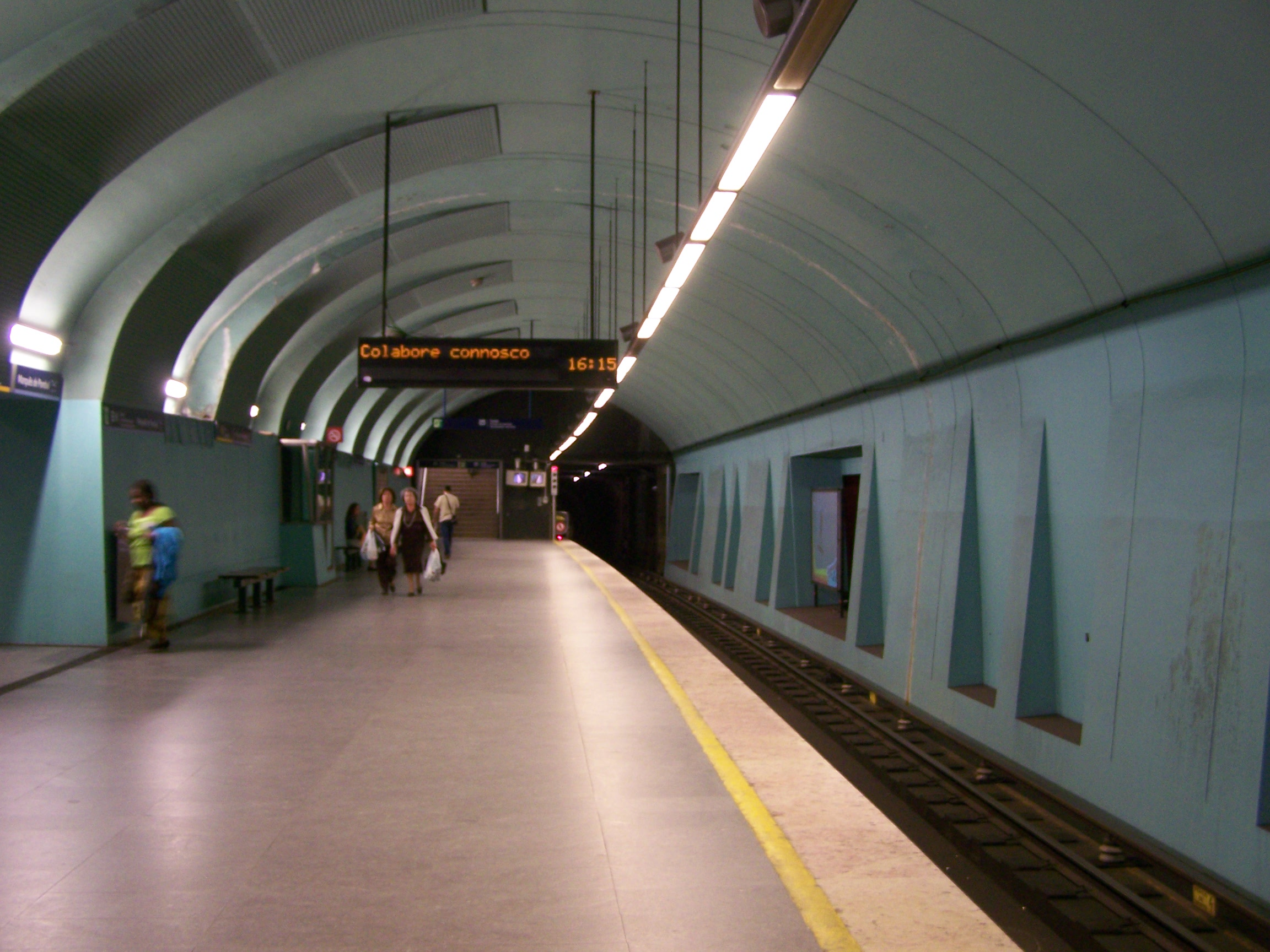
Bahnsteig der Linha Azul

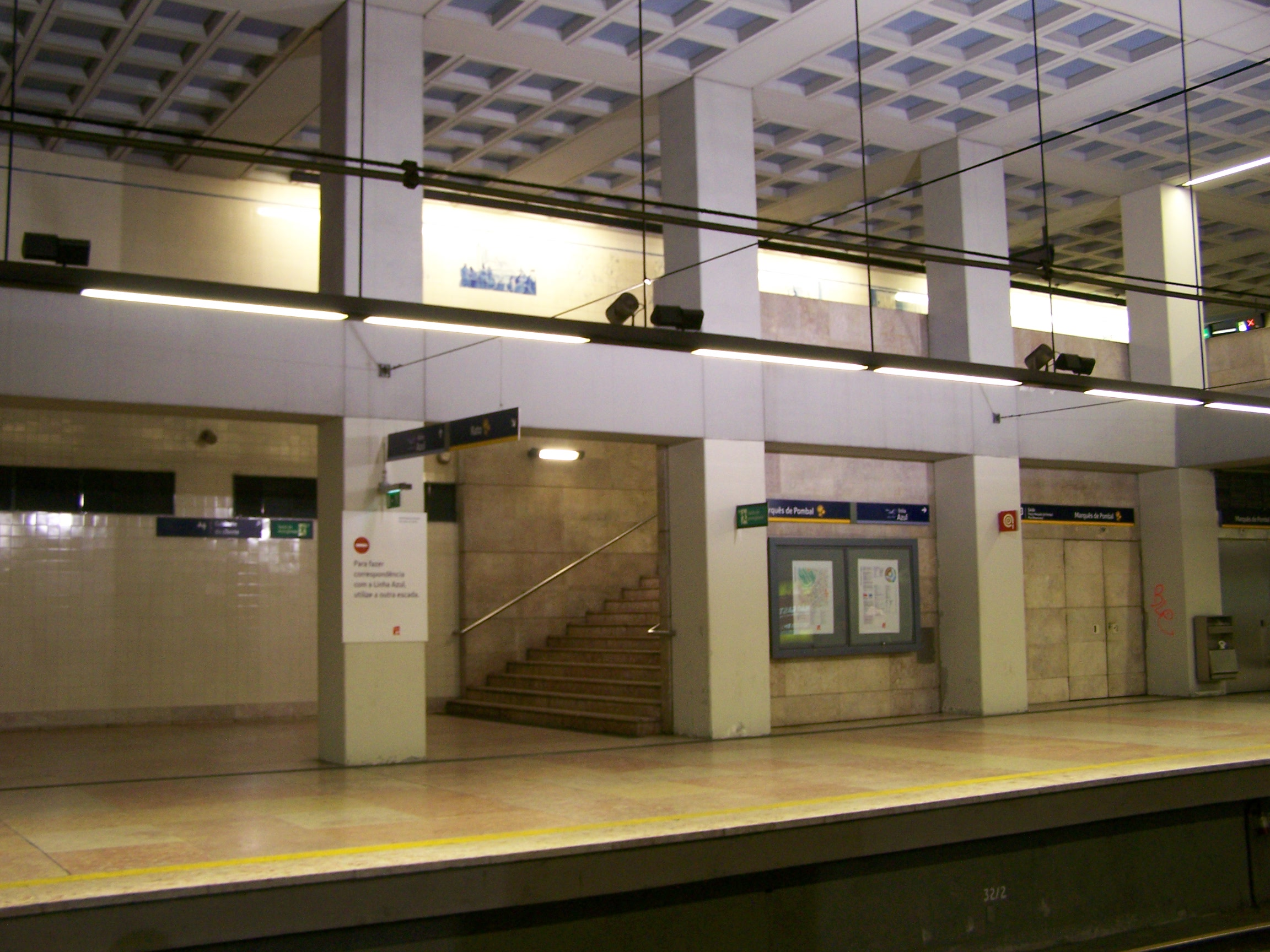
Bahnsteig der Linha Amarela

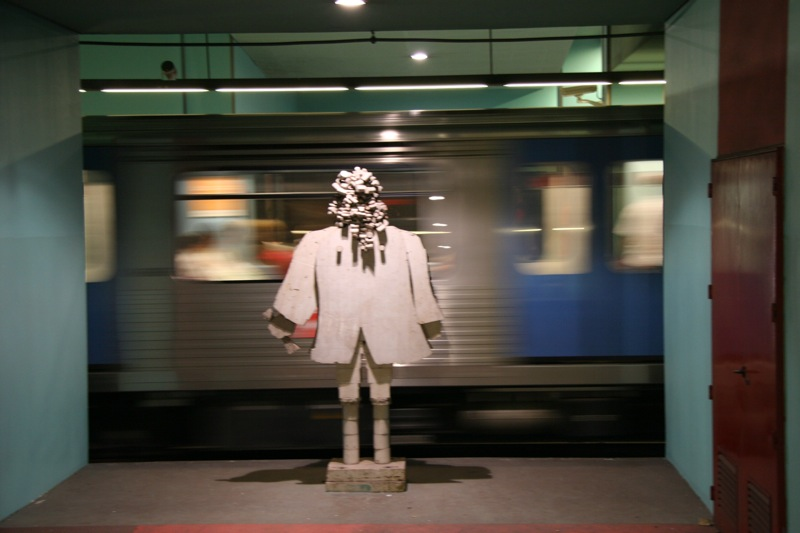
Vorbeifahrender Metrozug hinter der Statue des Marquês de Pombal

Marquês de Pombal – bis 1998 Rotunda – ist ein U-Bahnhof der Linha Azul und der Linha Amarela der Metro Lissabon, des U-Bahn-Netzes der portugiesischen Hauptstadt. Er befindet sich unter dem gleichnamigen Platz mit Kreisverkehr Praça Marquês de Pombal, die Nachbarstationen sind Parque, Avenida, Picoas und Rato. Der Bahnhof, der sich auf der Stadtteilgrenze zwischen Avenidas Novas und Santo António befindet, ging am 29. Dezember 1959 als einer der elf Bahnhöfe des Lissabonner Ursprungsnetzes in Betrieb.

## Geschichte und Architektur
Die Metropolitano de Lisboa eröffnete den Bahnhof Marquês de Pombal – damals noch unter dem Namen Rotunda – feierlich am 29. Dezember 1959 gemeinsam im Zusammenhang mit der kompletten Inbetriebnahme des Lissabonner U-Bahn-Netzes zwischen Restauradores, Sete Rios und Entre Campos. Von Anfang an war der Bahnhof Rotunda der einzige Verzweigungsbahnhof des Y-Netzes, am Bahnhof trennten sich die beiden Linienäste in Richtung Sete Rios und Entre Campos.
Den Bahnhof selbst entwarfen die beiden Architekten Francisco Keil do Amaral, der die meisten Stationen in Lissabon entwarf, sowie João Falcão e Cunha. Die zwei 4,20 Meter breiten Seitenbahnsteige des Bahnhofes waren neben die denen des Bahnhofs Rossio die einzigen im Netz, die von Anfang an auf 70 Meter, das heißt für 20.000 Fahrgäste pro Stunde, ausgelegt. Maria Keil war mit der künstlerischen Ausgestaltung beauftragt worden, für den Bahnhof Rotunda wählte sie grün-blaue Fliesen mit Spiralformen.
Die Fahrgastzahlen stiegen über die Jahre bedingt durch zahlreiche Erweiterungen erheblich, sodass sich das vorhandene Y-Netz mit zwei Abzweigen als nicht sinnvoll darstellte. Der Bahnhof Rotunda war der Flaschenhals, der die Züge von den beiden Ästen aus Richtung Sete Rios und Entre Campos aufnehmen musste. Daher beschloss die Betreibergesellschaft Metropolitano de Lisboa, EP den sogenannten Plano de Expansão da Rede 1999 (Plan zur Erweiterung des Netzes bis 1999), in dem die Trennung der beiden Äste vorgeschlagen wurde. Die Umsetzung des Planes erfolgte bis Juli 1995, er brachte folgenschwere Umbauarbeiten am Bahnhof Rotunda mit sich. Der bisherige Bahnhof verblieb und wurde nun von der neu eingeführten Linie Colégio Militar–Campo Grande über Rossio befahren, spitzwinklig unter der Avenida Fontes Perreira de Melo entstand der neue Bahnhof für die Linie Rotunda–Campo Grande über Entre Campos.
Im Erweiterungsplan von 1999 räumte die Metropolitano de Lisboa auch der künstlerischen Gestaltung der hauptstädtischen Bahnhöfe wesentlich mehr Raum ein. Daher beauftragte sie verschiedene Künstler die Umgestaltung des Bahnhofes zu nutzen und auszugestalten. João Cutileiro, Bildhauer aus Lissabon, war für den alten Bahnhof zuständig, die Künstlerin Menez für den neuen Bahnhof sowie João Charters de Almeida für den neu entstandenen Verbindungstunnel zwischen den beiden Bahnhofsteilen. Cutileiro schuf eine Statue des Marquês de Pombal, der für die Lissabonner Stadtgeschichte erhebliche Bedeutung besitzt. Die Statue steht zwischen den beiden Seitenbahnsteigen der blauen Linie, der Marquis hält eine Rolle in der Hand, die vermutlich die neuen Pläne für den Aufbau der Stadt nach dem Erdbeben von 1755 darstellen soll. Auch die Künstlerin Menez widmete sich dem Marquês de Pombal, auf den in Portugal üblichen Azulejos stellte sie verschiedene Ereignisse zur Zeit des Marquis dar (Attentat auf König José, Erdbeben, Wiederaufbau der Stadt, Jesuiten-Verfolgung etc.) Die Fliesen entstanden in der Fabrik Fábrica de Cerâmica Viúva Lamego. Im Verbindungsgang zwischen den beiden Bahnhöfen entwarf João Charters de Almeida seine Idee einer Cidade Imaginária (zu deutsch Imaginäre Stadt) mit Hilfe von Steingravuren. Im Rahmen der Umbauarbeiten erhielt der Bahnhof als einer von wenigen in der Innenstadt Aufzüge.
Im März 1998 wurde der Bahnhof im Rahmen einer großen Umbenennungswelle in Marquês de Pombal, nach dem gleichnamigen oberirdischen Platz, umbenannt.
Heute stellt der Bahnhof einen wichtigen Verkehrsknotenpunkt der portugiesischen Hauptstadt dar. Neben den beiden U-Bahnlinien treffen sich am U-Bahnhof auch zahlreiche Buslinien verschiedener Busgesellschaften.

## Verlauf
Am U-Bahnhof bestehen Umsteigemöglichkeiten zu den Buslinien der Carris, der Vimeca sowie der Transportes Sul do Tejo.
| Linie | Verlauf |
| ----- | --- |
|       | Reboleira – Amadora Este – Alfornelos – Pontinha – Carnide – Colégio Militar/Luz – Alto dos Moinhos – Laranjeiras – Jardim Zoológico – Praça de Espanha – São Sebastião – Parque – Marquês de Pombal – Avenida – Restauradores – Baixa-Chiado – Terreiro do Paço – Santa Apolónia |
|       | Odivelas – Senhor Roubado – Ameixoeira – Lumiar – Quinta das Conchas – Campo Grande – Cidade Universitária – Entre Campos – Campo Pequeno – Saldanha – Picoas – Marquês de Pombal – Rato                                                                                          |